# Baluarte de las Angustias
El Baluarte de las Angustias, de Ayamonte (provincia de Huelva, Andalucía, España), es una construcción fortificada erigida en la Edad Moderna, aunque actualmente sólo se conserva un lienzo de la muralla, formado por una composición de piedra y argamasa, descubierto en 1996 y restaurado en 1999.

## Historia
Se construyó en el siglo XVI, al igual que la Parroquia mayor de Ayamonte, la Iglesia de Nuestra Señora de las Angustias, a la cual se encontraba anexo el Baluarte. Rodeaba la cabecera de la Iglesia de las Angustias, debido a su peligrosa localización, a orillas del río Guadiana, y junto a la frontera con el Reino de Portugal, y jugó en la historia de Ayamonte un importante papel. El hecho de estar construido a las orillas del río, sobre un altozano desde el que se divisaba la desembocadura, hacía de él la primera construcción defensiva de la ciudad.  
Los frecuentes ataques de piratas turcos y berberiscos, así como la presencia de galeones enemigos, como holandeses o ingleses, además de la proximidad con la frontera portuguesa, fueron algunas de las causas por las cuales el baluarte tomó tanta importancia desde su construcción. Además, no sólo desempeñó un papel militar, sino que también resultó de gran utilidad en tiempos de paz, en los que la peste bubónica llegaba a las puertas de la ciudad, y el baluarte sirvió de contención a cualquier persona o mercancía infectada que intentase entrar. 
Fue en el año 1996, cuando se lleva a cabo la demolición de un edificio a la altura del número treinta y cuatro de la calle Lusitania, cuando quedó a la vista el trozo de muralla del Baluarte de Nuestra Señora de las Angustias. La Dirección General de Bellas Artes y Bienes Culturales del Ministerio de Educación y Cultura, a propuesta de la Dirección General de Bienes Culturales de la Junta de Andalucía, decidió que el Baluarte de las Angustias, de Ayamonte, quedase inscrito en el Registro General de Bienes de Interés Cultural del Patrimonio Histórico Español, con categoría de Monumento. Posteriormente, en 1999, el Ayuntamiento de Ayamonte llevó a cabo un plan de restauración de la muralla, así como de la plaza a la que da nombre el monumento.